# August Söderman
August Johann Söderman (Estocolm, Suècia, 17 de juliol de 1832 - 10 de febrer de 1876) fou un director d'orquestra i compositor suec del temps del Romanticisme.
Alumne del Conservatori de Leipzig, el 1860 fou nomenat mestre de cors i el 1862 segon director d'orquestra del Teatre Reial d'Estocolm.
Com a compositor es donà conèixer per una obertura; la música escènica per a La donzella d'Orleans; una missa; una opereta, i, sobretot, per una sèrie d'obres vocals de caràcter popular, entre les que cal citar per la seva ingènua bellesa la titulada Bröllop (Seguici de les novies).